# Szép remények (film, 1998)
A Szép remények (Great Expectations) Charles Dickens azonos című regénye alapján 1998-ban készült színes amerikai film.

## Történet
|  | Alább a cselekmény részletei következnek! |

A 12 éves árva Finn festegetéssel tölti ki az idejét, a tenger élővilágát rajzolja le naplójába. Nővére és annak barátja nevelik nagy szegénységben. Egy nap a parton egy szökött rabba botlik, aki megfenyegeti, hogy ha nem hoz neki hajnalban ételt és feszítővasat, akkor megtalálja és végez vele. A kisfiú rémületében teljesíti kérését. Lustig, miután jóllakott és megszabadult bilincseitől, elviteti magát a mexikói határhoz a srác csónakjával. Útközben azonban a parti őrségbe botlanak, akik kivontatják a csónakot, Lustig pedig a vízben marad.
Finn másnap munkát kap Ms. Dinsmoortól, a környéken lakó milliomos hölgytől, akinek kislány unokahúgát, Estellát kell szórakoztatnia. Finnt első látásra megigézi a jéghideg szépségű Estella. Hiába figyelmeztetik, hogy a lány összetöri majd a szívét, ő mindent megtesz, hogy meghódítsa a lányt. Telnek-múlnak az évek, Estella időről időre felbukkan a fiatal férfi életében. Ismételten elcsábítja és mindig újra és újra váratlanul elhagyja Finnt. Finnek a sokadik csalódás után valóban összetörik a szíve, ahogy azt az idős asszony megjósolta még gyermekkorában. Felhagy a festéssel és halász lesz. Egy nap Finnt arról értesítik, hogy egy titokzatos jótevő kiállítást szervez számára New Yorkban. Finn újra találkozhat Estellával. Nem fogadja kitörő lelkesedéssel a kiállítás lehetőségét, hiszen már hosszú évek óta abbahagyta a festést, de a váratlan lehetőség és a volt szerelmével való lehetséges találkozás reménye miatt mégis elutazik. A Central Parkban össze is futnak Estellával. A lány meghívja a fiút egy klubba, ahol Estella barátai lenézően viselkednek Finnel. Az asztalnál ül Estella üzletember barátja is, akit rendkívül zavarja Finn felbukkanása Estella életében. Másnap reggel Estella megjelenik Finn szállodai szobájában és aktot áll a fiúnak, aki számtalan rajzot készít a nőről.
A következő pár napban többször találkoznak és végre beteljesedik szerelmük. Estella azzal az ígérettel, hogy majd találkoznak Finn megnyitóján, eltűnik a lakásból. A megnyitót óriási sajtónyilvánosság övezi és minden képet sikerül eladniuk, Estella azonban nem jelenik meg. A megnyitó után Finn Estella New York-i házába siet, ahol az idős hölgy fogadja azzal, hogy Estella Párizsba utazott a vőlegényével. Finnek ismét összetörik a szive.
Pár nappal később felbukkan a lakása előtt Lustig, aki már öregember és megkéri Finnt, hogy engedje be a lakásába, ahol telefonálhat a rendőrségért, mert rossz arcú alakok üldözik. Finn nem ismeri meg gyermekkora ijesztő emlékét. Segít a férfinak, aki távozóban erős utalást tesz kilétére, de Finn nem hallja meg a férfit. Segít neki az üldözői elől megszöknie, azonban a metróban belebotlanak a bűnözőkbe, akik közül az egyik a metrókocsiban megkéseli Lustigot. A haldokló vénember megvallja kilétét Finnek, elmeséli, hogy ő szervezte a kiállítást és ő vette meg az összes képét. Minden megtakarított pénzét Finnre költötte. Lustig meghal Finn karjaiban.
Pár évvel később Finn hazalátogat a nevelőapjához, majd a már régen halott Ms. Dinsmoor kastélyának romjai között összetalálkozik Estellával és annak kislányával. Estella kéri Finnt, hogy bocsásson meg neki.

## Szereplők
- Ethan Hawke – Finnegan Bell (Kaszás Gergő)
- Gwyneth Paltrow – Estella (Huszárik Kata)
- Anne Bancroft – Ms. Dinsmoor (Földi Teri)
- Robert De Niro – Lustig (Végvári Tamás)
- Hank Azaria – Walter Plane (Holl Nándor)
- Chris Cooper – Joe (Sinkovits-Vitay András)
- Josh Mostel – Jerry Ragno (Verebély Iván)
- Kim Dickens – Maggie (Incze Ildikó)
- Drena De Niro – Marcy (?)
- Nell Campbell – Erica Thrall (?)
- Gabriel Mann – Owen (?)

## Érdekességek
- A filmben domináns a zöld szín. Alfonso Cuarón filmrendező gyakran kezeli kiemelten ezt a színt a filmjeiben.
- Finn filmbeli festményei Francesco Clemente festőművész alkotásai.